# Жмеренецкая, Нина Леонидовна
 Нина Леонидовна Жмеренецкая (род. 22 июня 1948, Сороки (город), Молдавская ССР, СССР) — советская и казахская актриса кино и театра. Заслуженная артистка Казахстана

## Биография
Родилась в 1948 году в Молдове. Окончила Театральную студию при Кишиневском русском драматическом театре им. А.П. Чехова. В 1969 году окончила актёрское отделение Кишинёвского института искусств им. Г. Музическу (руководитель курса — Надежда Степановна Аронецкая). Этот курс параллельно по специальной программе обучался в ЛГИТМиКе. Специальность — актёр театра и кино.
С 1964 года — актриса Кишинёвского русского театра. Работала в актриса Ленинградского театра Комедии, Государственном академическом русском театре Киргизии.
С 1971 года — актриса Русский театр драмы имени М. Ю. Лермонтова.
Автор книги «Красный чемоданчик» (2009), многих статей.

## Роли в театре
данные на 2019 год
- М. Поли — «Жижи» (Страсти на Лазурном Берегу) — Рэйчел Фоллс, Мадемуазель Ассунта;
- С. Моэм — «Верная жена» — Миссис Калвер;
- Р. Куни — «№ 13» — Памела.,
- Виктория « Из Жизни ископаемых» — Ф Строппель.
- Ада Ульская « Вдовий пароход» П .Лунгин , И. Громов
- Виктория в " Из жизни ископаемых"  " Жизнь таки прекрасна" Ф  Строппель

Архив * В Лермонтовском театре работает с 1971 года. Играла в спектаклях: «Иванов» (Зинаида Савишна),
«Мужской род, единственное число» (Матильда Ласбри),
«Цена» (Эстер),
«Отдам в хорошие руки добрую старую собаку» (Воробышек, Маша),
«Небо валится» (Матрёна).
Нина Заречная " Чайка " А Чехов,
Гитель " Двое на качелях"У. Гибсон,
Жанна Д’Арк " Жаворонок"Ж.Ануй,
Лизка «Две зимы и три лета» Ф.Абрамов,
Цезония " Калигула"А.Камю,
Виктоша " Сказки Старого Арбата"А.Арбузов,
Галина " Утиная охота"А.Вампилов,
Валентина «Прошлым летом в Чулимске» А.Вампилов,
Наташа « Наедине со всеми» А. Гельман. В её репертуаре более сотни сыгранных главных ролей.

## Роли в кино
- «Мутанты»,
- «Ангелочек»,
- «Печать Сатаны»,
- «Гнев матери»,
- «Секер»,
- в телесериале «Перекресток» роль Валентина Платонова. Киностудия «Казахфильм», 460 сериях .
- Сериал " Тилашар" роль Натальи Богемской.
- В сериале «Полигон»
- В фильме «Брат или Брак-2»
- «Чёрный, чёрный человек»
- Режиссёрско-постановочные работы:
- «Последняя попытка» М. Задорнова,
- «Двое на качелях»,
- «Наедине со всеми» А. И. Гельмана
- "Условия диктует леди".

## Награды и звания
- Лауреат премии Ленинского комсомола Казахстана (1974 года) за создание образов молодых современников.
- присвоено почётное звание Заслуженная артистка Казахстана
- 2003 — Медаль «За трудовое отличие» (Казахстан)[1]
- 27 ноября 2014 —  Почётный знак «За заслуги в развитии культуры и искусства» (Межпарламентская ассамблея СНГ) — за значительный вклад в формирование и развитие общего культурного пространства государств — участников Содружества Независимых Государств, реализацию идей сотрудничества в сфере культуры и искусства[2][3]
- 15 декабря 2018 — Орден Курмет — за выдающийся вклад в развитие отечественной культуры, театрального искусства, многолетнюю творческую деятельность[4][5]
- Золотой лауреат международной Евразийской премии.
- Диплом От Е Фурцевой и М Царева за лучшее исполнение роли Агики в спектакле " Тоот. майор и другие" на весоюзном фестивале Венгерской драматургии.